# Гіногенез
Гіногене́з (гр. gyno — жінка та genesis — виникнення) — форма розмноження, при якій сперматозоїд, проникнувши в яйцеклітину, активує її, але його ядро не зливається з ядром яйцеклітини і не бере участі у розвитку зародка. Одна з форм партеногенезу, за якої із яєць розвиваються тільки особини жіночої статі.
У природі гіногенез зустрічається вкрай рідко. Виявлений у деяких нематод, кісткових риб (рід Comephorus, карась сріблястий (Carassius auratus)), земноводних (деякі саламандри роду амбістома), а також у рослин родини Амарілісових (Atamosco mexicana). Інколи в гіногенетичних популяціях самці невідомі, яйця стимулює до розвитку сперма інших риб (наприклад, ікра карася молоками щуки).
Експериментально гіногенез може бути отриманий при поливанні спермою далеких видів, інактивацією ядра сперматозоїда фізичними та хімічними агентами або механічним видаленням чоловічого пронуклеуса з ядра. Гаплоїдні зародки, які при цьому розвиваються, зазвичай нежиттєздатні. Для отримання диплоїдного гіногенезу необхідно пригнітити цитотомію одного з поділів дозрівання яйцеклітини або одне з перших поділів дробіння яйця. Гіногенез зазвичай використовують для отримання виключно гомозиготних організмів, а також особин однієї, зазвичай жіночої, статі.
Застарілий синонім гіногенезу — мероспермія.